# Corvin köz

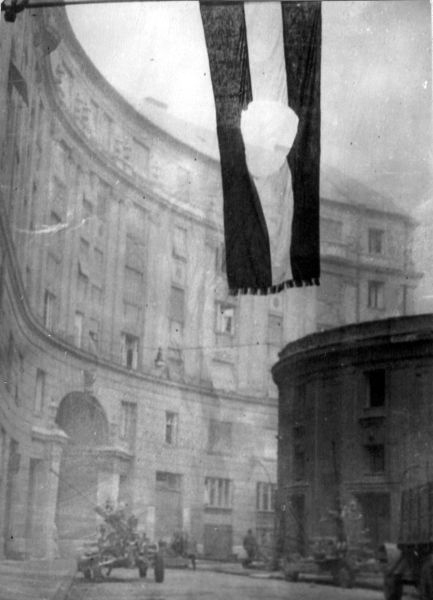
A Corvin köz a szabadságharc alatt

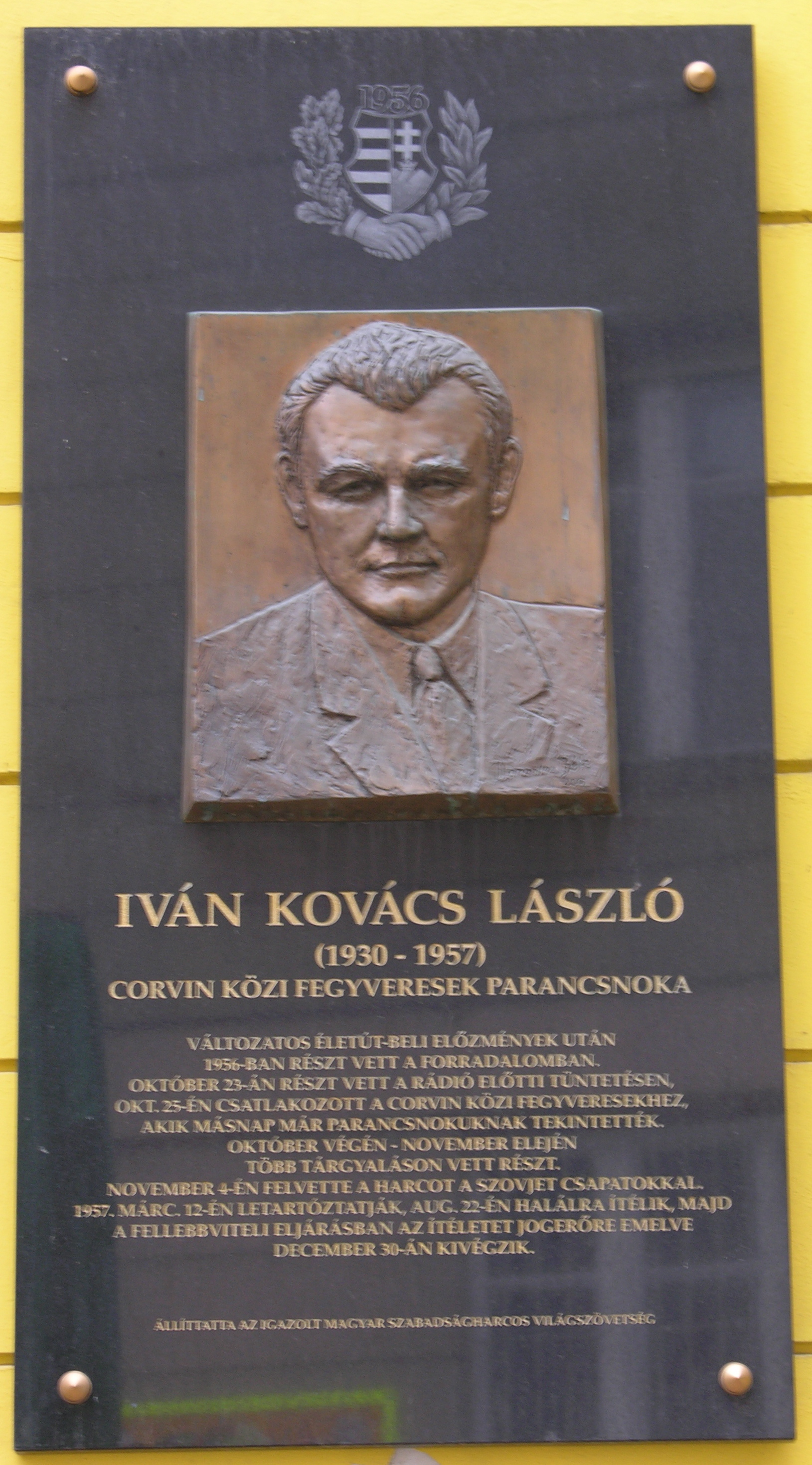
A Corvin közi fegyveresek parancsnokának emléktáblája

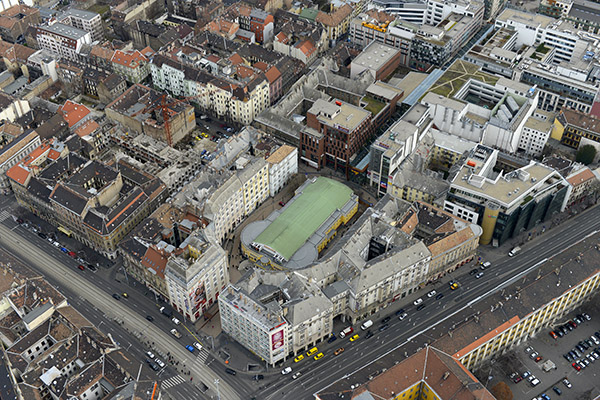
A Corvin köz ma, madártávlatból

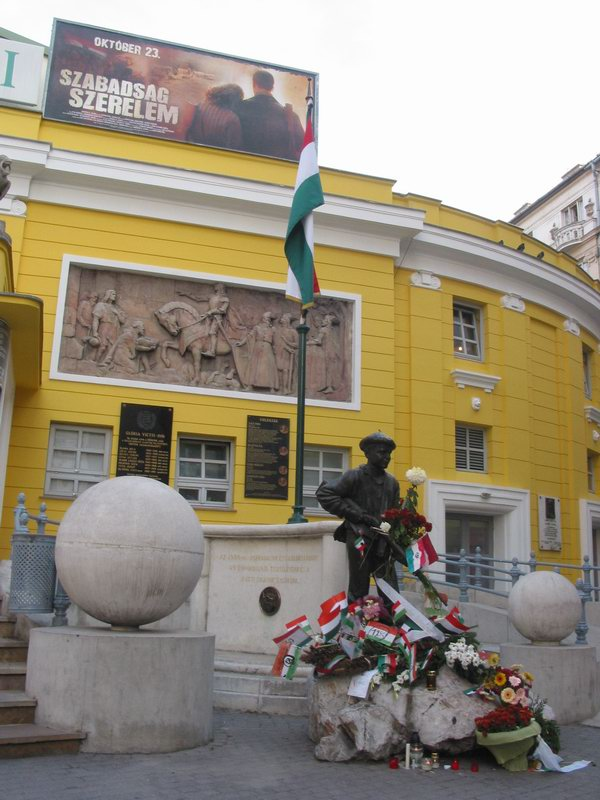
A Corvin mozi és A pesti srác szobra

A Corvin köz Budapest VIII. kerületében, a Ferenc körút és az Üllői út sarkának közelében található köz, mely arról nevezetes, hogy itt volt az 1956-os forradalom felkelőinek egyik legfontosabb és legtovább kitartó ellenállási pontja, amikor a beözönlő szovjet tankok rátámadtak a magyar forradalomra.
A Corvin köziek főparancsnokai Iván Kovács László és Pongrátz Gergely voltak, mellettük több kisebb parancsnok működött. A fegyveresek számát a Corvin közben 800 főre, a Práter utcaiakkal és a környező utcákban harcolókkal együtt 2000 főre teszik. „A Corvin köznek vagy tizenöt parancsnoka volt és ezren, de volt hogy kétezren is harcoltunk” – nyilatkozta Pongrátz Gergely. A két főparancsnok vetélkedése gyakran sodorta veszélyes helyzetbe az ellenállókat.
Testvére, Pongrátz Ödön a következőképpen foglalta össze, miért a Corvin közt választották ellenállási központnak: „Mert könnyű volt védeni és nehezen lehetett bejutni a kis utcákba. A másik oka az volt, hogy ott volt a benzinkút, harmadsorban a Práter utcai iskola pincéjében volt egy menza, ahol főztek a srácoknak. Minden corvinista, akinek fegyver volt a kezében, fel volt készülve arra, hogy meghal.”
A Corvin köz és a vele „párban” harcoló, a szomszédos sarkon elhelyezkedő Kilián laktanya fontos stratégiai ponton helyezkedett el: ellenőrizte az Üllői utat, amely felől a szovjet tankok délről közelíthették meg a belvárost, illetve a körutat, melyen keresztül a Budáról a Petőfi hídon keresztül érkező és a Boráros téren gyülekező tankok indítottak támadásokat.

## A Corvin köz és Maléter
A Corvin közben a forradalom második napján, október 24-én délelőtt jelent meg az első 50-60 fegyveres felkelő. A fegyverek után kutató civilek még aznap éjszaka szembekerültek a közeli Kilián laktanya tisztjeivel, de a kialakult konfliktusban a felkelők kerültek fölénybe.
Maléter Pál ezredes – a későbbi honvédelmi miniszter, majd vértanú – október 25-én 14 órakor érkezett a laktanyába, azzal a megbízással, hogy csináljon rendet. Még akkor is sok corvinista fegyveres volt a laktanyában. Maléter fegyverszünetet hirdetett és ezzel népszerűvé vált a felkelők közt. Ekkor még a Corvin köz sebesültjeinek egy részét is a laktanyába vitték át.
Később a katonák és a felkelők közt újabb konfliktus robbant ki és október 26-a estétől a hivatalos fegyverszünetig (október 28-a, 13.15) szórványos tűzharc volt köztük, amelyben egy katona meghalt. A Maléter vezette fegyveres erők végül a laktanyából kiszorították és lefegyverezték a felkelőket. (E cselekedete miatt Maléter forradalomban betöltött szerepét a mai napig vitatják.)
Maléter utóbb egy nyilatkozatában beismerte, hogy a kormány rosszul tájékoztatta, mert – amint azt személyesen is tapasztalta – a Corvin közben nincsenek ellenforradalmárok, sőt a felkelők és a laktanya között katonai együttműködés jött létre. Tárgyalás kezdődött a Honvédelmi Minisztérium és a felkelők között. Maléter két tűz közé került, mert a felkelőkkel rokonszenvezett, ugyanakkor a kormányt kellett képviselnie.
A Kilián laktanya és környéke, a legerősebb központtal, a Corvin közzel együtt harci sikereikkel nagy hírnévre tettek szert. Már akkor is, később is vita volt arról, kinek voltak ezek inkább köszönhetők: a hivatásos katonáknak, vagy a civil felkelőknek. A Corvin köziek vezetői közt október 29-én és 30-án éles vita volt arról, kit jelöljenek honvédelmi miniszternek. A Pongrátz fivérek és mások Márton András ezredest, a Zrínyi Miklós Katonai Akadémia parancsnokát szerették volna, Iván Kovács László főparancsnok Malétert támogatta. (Végül Malétert nevezték ki.) Október 31-én a Forradalmi Karhatalmi Bizottság értekezletén a laktanyában Pongrátz Gergely hevesen bírálta Malétert, amiért az korábban lövette a Corvin közieket. A konfliktus hozzájárulhatott, hogy november 1-jén a Corvin köziek leváltották Iván Kovács Lászlót és Pongrátz Gergelyt nevezték ki főparancsnokuknak.
Eörsi László történész szerint a fegyverszünet – és a forradalom – utolsó napjaiban a feszültség enyhülhetett Maléter és Pongrátzék között.

## A harc vége
Az utolsónak felszámolt csepeli ellenállás mellett a Corvin köz a Széna tér mellett egyike volt annak a két ellenálló gócnak, amelyek a szovjet csapatok november 4-i támadása után a legtovább kitartottak. November 5-én délután a heves tüzérségi támadás után védhetetlenné vált moziból az ellenállók távoztak, a Szigony és Práter utcai csoportokhoz csatlakozva, illetve elfoglalva a Jázmin utcai iskolát, folytatták a harcot november 8-ig.
Részletek a szovjet erőket vezető Georgij Konsztantyinovics Zsukov marsall jelentéseiből.
November 4., 21 óra: „A városban az ellenállásnak két góca maradt; a Corvin filmszínház és Buda nyugati részén a Moszkva tér.” 
November 5., 9 óra: „Budapesten a lázadók és az oldalukra átállt egyes magyar katonai egységek továbbra is elkeseredett ellenállást fejtenek ki a Corvin filmszínháznál, a Moszkva téren és a BM épületében.”
November 5., 21 óra: „15 órakor a Corvin filmszínháznál folytatott kétórás tüzérségi előkészítés után megindult a roham e támaszpont ellen. Egyidejűleg csapataink a Moszkva tér körzetében is támadást intéztek a lázadók ellen. A lázadók ellenállását ezekben a körzetekben lényegében megtörtük. A Corvin filmszínház épülete ég. Folytatódnak a harcok, amelyek célja a még visszamaradt, a filmszínház épületének pincéibe befészkelődött csoportok felszámolása.”
November 6., 9 óra: „A november 6-ára virradó éjjel csapataink Budapesten folytatták kiszabott feladatuk teljesítését: a rend helyreállítását a városban. 4 órára teljes egészében elfoglalták a lázadók támaszpontjait a Moszkva tér, a Corvin filmszínház és az ettől délre fekvő laktanyák körzetében. Horthy egykori palotája körzetében mintegy 1500 főnyi lázadót zártak körül.”

## A Corvin köziek emlékezete
A Corvin közben áll az 1956-os pesti srác emlékműve; a szobrot Győrfi Lajos készítette 1996-ban.

## A harcosok névsora
Pongrátz Gergely (főparancsnok), Iván Kovács László (főparancsnok), Csernay Ádám (harcos), Danó Kálmán (harcos)[forrás?]